# 威廉·查爾斯·施羅德爾
威廉·查爾斯·施羅德爾（英語：William Charles Schroeder，1895年—1977年）是一名美國魚類學家。他出生於紐約州史泰登島。他與他一生的同事亨利·布萊恩特·比奇洛一起，對於北大西洋西部魚類動物群的知識貢獻良多。他們倆描述了42種無下巴魚類和軟骨魚類的新物種，並撰寫了多本具有開創性的著作，包括《北大西洋西部的魚類》（Fishes of the Western North Atlantic）和《緬因灣的魚類》（Fishes of the Gulf of Maine）。
貓鯊科的短唇溝鯊屬（Schroederichthys）以他的名字命名。

## 外部連結
维基共享资源上的相關多媒體資源：威廉·查爾斯·施羅德爾